# Hugo-Ball-Gymnasium
Das Hugo-Ball-Gymnasium ist ein staatliches Gymnasium in Pirmasens. Es ist nach dem dadaistischen Dichter und Schriftsteller Hugo Ball benannt, der 1886 in Pirmasens geboren wurde.

## Geschichte
Gegründet wurde die Schule 1870 als private Schule für Höhere Töchter. 1883 wurde sie von der Stadt Pirmasens als „Städtische höhere Töchterschule“ übernommen. Seit 1960 wird die Schule als „Staatliches Gymnasium (neusprachlich, sozialwissenschaftlich)“ vom Land Rheinland-Pfalz verwaltet; 1983 erhielt sie ihren heutigen Namen.

## Pädagogische Angebote
Am Hugo-Ball-Gymnasium werden die Fremdsprachen Englisch, Französisch, Latein, Italienisch und Spanisch als Unterrichtsfächer angeboten; mit dem I.I.S. Giuseppe & Quintino Sella in Biella wird regelmäßig ein Schüleraustausch durchgeführt.
Für die langjährige Arbeit mit Medienscouts wurde die Schule 2014 als „MEDIENSCOUTSCHULE.rlp“ ausgezeichnet, ebenfalls seit 2014 ist sie als MINT-freundliche Schule zertifiziert.
Seit Beginn des Schuljahres 2015/16 bietet das Hugo-Ball-Gymnasium für Schüler der 5. bis 10. Klassenstufe eine Ganztagsschule an.

## Auszeichnungen
2014 wurde ein Abiturient der Schule mit dem Pierre de Coubertin-Abiturpreis des Landessportbundes Rheinland-Pfalz ausgezeichnet.
Drei Schüler des Gymnasiums errangen 2015 im Regional-Wettbewerb Jugend forscht – Schüler experimentieren in der Kategorie Chemie mit dem Beitrag Kastanienwaschmittel – die Saponine machen’s möglich den ersten Platz.